# 24 Hores de Montjuïc 1970
L'edició de 1970 de les 24 Hores de Montjuïc fou la 16a d'aquesta prova, organitzada per la Penya Motorista Barcelona al Circuit de Montjuïc el cap de setmana del 4 i 5 de juliol.
Era la segona prova de la Copa FIM de resistència d'aquell any.
Fou una edició marcada per la mort de Gerald Bunting (mort en estavellar-se contra un fanal després de topar amb un altre pilot) i de Peter Strauss, qui patí un greu accident en derrapar pujant a la zona del Poble Espanyol i va ser ingressat molt greu a la clínica del Dr. Soler-Roig. Tot i que la premsa va anunciar la seva mort a les edicions del diumenge, la seva mort es va produir dies més tard.

## Classificació general
| Posició | Pilot 1           | Pilot 2           | Motocicleta        | Voltes |
| ------- | ----------------- | ----------------- | ------------------ | ------ |
| 1       | Dave Degens       | Ian Goddard       | Dresda-Triumph 650 | 656    |
| 2       | Ken G. Buckmaster | Austin Kinsella   | Triumph            | 645    |
| 3       | Peter Darvill     | Norman Price      | Honda              | 641    |
| 4       | Graham Sanders    | Don Jones         | BSA                | 640    |
| 5       | Daniel Urdich     | André Pogolotti   | Honda              | 635    |
| 6       | Florian Burki     | Jean-Claude Suter | Triumph            | 627    |
| 7       | Gilbert Argo      | Rémy Hirschy      | Triumph            | 620    |
| 8       | Martyn Ashwood    | Peter Butler      | Triumph            | 615    |
| 9       | "Jean-Claude"     | Quique De Juan    | Honda              | 600    |
| 10      | Gary Green        | George Collis     | Triumph            | 598    |

1. ↑  2.489,202 km totalitzats, a una velocitat mitjana de 103,716 km/h.

## Trofeus addicionals
- XVI Trofeu "Centauro" de El Mundo Deportivo: Dresda Triton (Dave Degens - Ian Goddard)